# Û̌
Û̌ (minuscule : û̌), appelé U accent circonflexe caron, est une lettre latine utilisée dans l’écriture du kayah de l’Ouest, du kayan, du kayaw et du manumanaw.
Il s’agit de la lettre U diacritée d’un accent circonflexe et d’un caron.

## Représentations informatiques
Le U accent circonflexe caron peut être représenté avec les caractères Unicode suivants :
- précomposé (latin étendu-1, diacritiques) :

| formes    | représentations | chaînes de caractères | points de code | descriptions                                                   |
| --------- | --------------- | --------------------- | -------------- | -------------------------------------------------------------- |
| majuscule | Û̌               | Û◌̌                    | U+00DB U+030C  | lettre majuscule latine u accent circonflexe diacritique caron |
| minuscule | û̌               | û◌̌                    | U+00FB U+030C  | lettre minuscule latine u accent circonflexe diacritique caron |

- décomposé (latin de base, diacritiques)[1],[2] :

| forme     | représentation | chaîne de caractères | point de code        | description                                                                |
| --------- | -------------- | -------------------- | -------------------- | -------------------------------------------------------------------------- |
| capitale  | Û̌              | U◌̂◌̌                  | U+0055 U+0302 U+030C | lettre majuscule latine u diacritique accent circonflexe diacritique caron |
| minuscule | û̌              | u◌̂◌̌                  | U+0075 U+0302 U+030C | lettre minuscule latine u diacritique accent circonflexe diacritique caron |